# Johann Michael Zink
Johann Michael Zink (* 16. Mai 1694 in Eichstätt; † 26. April 1765 in Neresheim) war ein Maler der Barockzeit und Musiker vornehmlich in Neresheim und Umgebung.

## Leben
Johann Michael Zink wurde als Sohn des Malers Matthias Zink (* 1665; † 1738) und seiner Ehefrau Anna Maria geb. Hofmann († 1740) geboren. Er hatte eine Schwester Maria Viktoria (* 1697; † 1738). Vermutlich wurde er bei seinem Vater im Malen ausgebildet. Da er sich auch als Musiker betätigte, muss er auch hierfür schon in Eichstätt eine Ausbildung genossen haben, über die nichts bekannt ist. Seine Wanderjahre führten ihn zu Wirkungsstätten seines Vaters ins Nördlinger Ries und in die Benediktinerabtei Neresheim. In der Abtei wurde er 1716 als Kammerdiener des Abtes Amandus Fischer angestellt. In den folgenden zweieinhalb Dienstjahren unternahm er unter anderem für die Abtei diverse Zweckreisen. Auch malte er zuweilen, so 1717 eine Sonnenuhr am neuen Bauhofstadel der Abtei. 1719 unterstützte er vermutlich seinen Vater bei der Ausmalung des Klosterfestsaals. Nach einem Besuch des Augsburger Malers Johann Georg Bergmüller in der Abtei wurde Johann Michael Zink im Herbst 1719 Bergmüller-Schüler in Augsburg, wo er ein Jahr blieb. Mehrmals ist er bis 1722 als Gast in der Abtei Neresheim verzeichnet und hat bei diesen Aufenthalten wohl diverse Mal-Arbeiten ausgeführt. 1721 malte er die zur Abtei gehörende Pfarrkirche von Kösingen aus. Am 17. Oktober des gleichen Jahres heiratete er in der Neresheimer Stadtpfarrkirche die Tochter des Neresheimer Klosterkochs, Emerentiana Hoser (* 1688). Das Paar blieb zeitlebens in Neresheim ansässig. Als Sohn Franz Sales (* 1726; † 1787 als Geigenspieler am Hof von Eichstätt) 1753 heiratete, wurde Johann Michael Zink noch ausdrücklich als „pictor et musicus Eystettensis“ (Maler und Musiker von Eichstätt) bezeichnet; in den Totenmatrikeln der Pfarrei Neresheim ist von ihm aber nur noch als Maler die Rede. Aus der Ehe gingen weitere vier Kinder hervor: Maria Anna (* 1722; † 1723), der Pädagoge und Musiker Fortunatus Anton (* 1724; † 1796), Luitgard Afra (* 1728; † 1762) und Leopold (* und † 1729).

## Werke

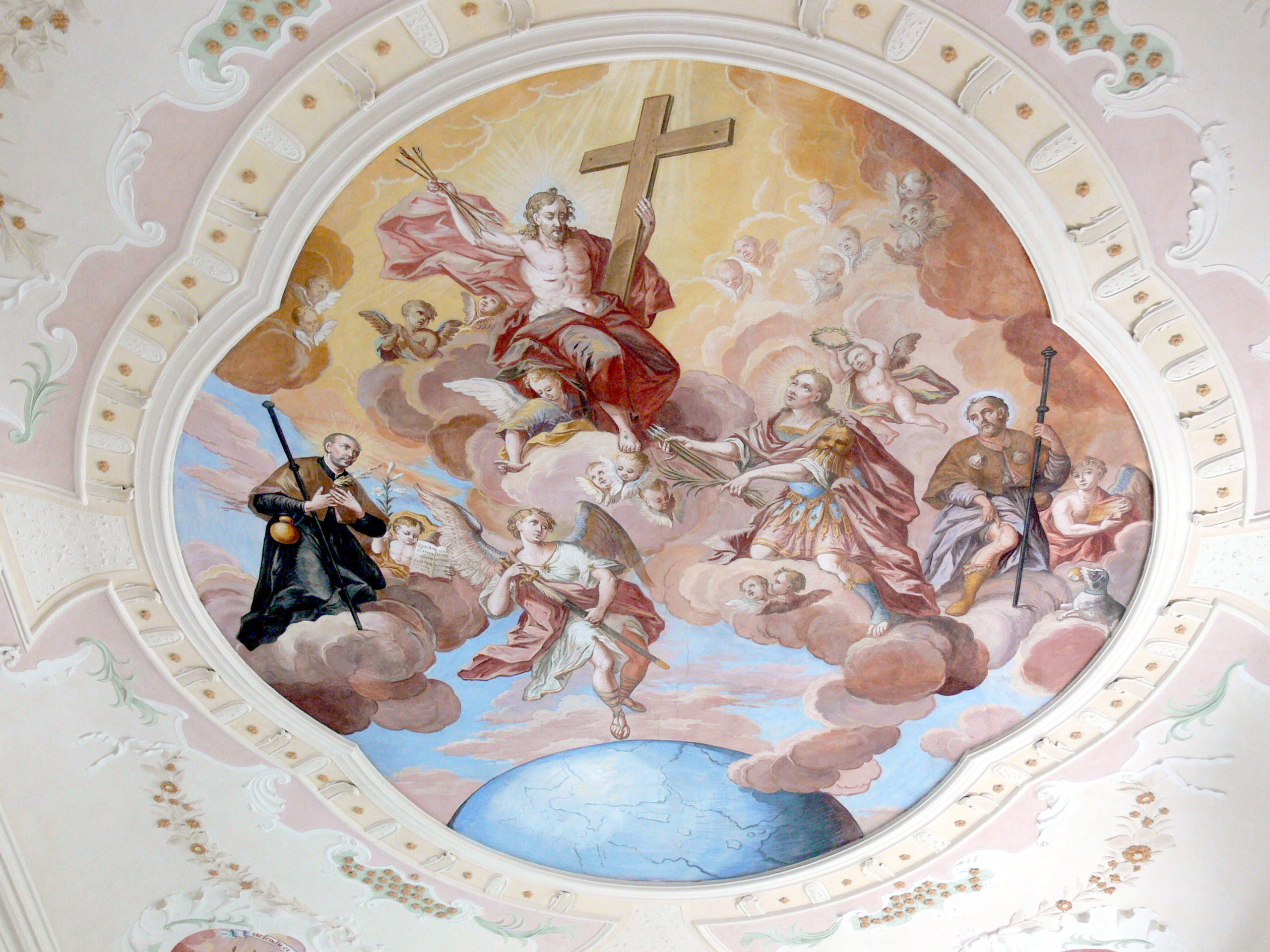
Fresko in der Pfarrkirche St. Sebastian in Wolframs-Eschenbach

Er wirkte als Maler in Neresheim, auf dem Härtsfeld, im Jagstgrund, im Wörnitztal und im Ries, gelegentlich auch an ferneren Orten. An Werken sind bekannt:
- Abtei Neresheim, Sonnenuhr am Bauhofstadel (1717; nicht erhalten; Deckenmalereien im Aureliuszimmer, 1745/47; Deckenfresko und Eckkartuschenbilder der Klosterapotheke 1746/51)
- Stadtpfarrkirche Neresheim, Gemälde über der Orgelempore (1717; weitere Deckengemälde 1728; Wandfresko am Eingang 1742; kleinere Gemälde an der Empore und im Chor 1745; zwei Fahnenblätter 1763)
- Jetzige Friedhofskirche Neresheim, Deckengemälde (1717/18)
- Custorei zu Ellwangen, drei Wappen (1719)
- Abtei Neresheim, Freskierung des Fest-/Theatersaals (1719; zusammen mit Matthias Zink)
- Pfarrkirche Kösingen, diverse Fresken und Ölbilder (1721/22; Heiliges Grab 1729; Krippenhintergrund 1731)
- Wallfahrtskirche Maria Buch bei Neresheim, Antependium (1725; Fresken 1731 und zwei Seitenaltargemälde 1733 – durch Brand 1796 vernichtet; Zeichnung für das Titelkupfer der Wallfahrtsjubiläumsschrift und Erstellung der Triumphpforte 1763; Ölgemälde der Wallfahrt 1764)
- Bildnis des hl. Martyrers Laurentius (auch als Kupferstichvorlage verwendet) 1726
- Pfarrkirche Ohmenheim bei Neresheim, Deckenfresken (1727; Renovierung des hl. Grabes 1761)
- Pfarr- und Abteikirche Mariä Himmelfahrt in Plankstetten, Deckengemälde (1727)
- Pfarrkirche Gnotzheim bei Gunzenhausen, Hochaltarbild und drei kleine Fresken (1728)
- Spitalkirche Oettingen, Hochaltarbild (1728/29; 1945 zerstört)
- Pfarrkirche Reimlingen, Deckenfresken (1730), Hochaltarbild (nach 1730)
- Pfarrkirche Utzmemmingen (Ries), Deckenfresken (1732/33; Hochaltarbild hl. Martin 1751)
- Wallfahrtskapelle St. Ulrich in Dehlingen, diverse Malarbeiten (1732; Seitenaltarblätter der Ulrichskapelle 1742, nicht mehr an ihrem Bestimmungsort; Fassung einer Marienstatue 1747)
- Pfarrhaus Neresheim, Deckengemälde „Mönche bei der Weinlese“ im Dekanatssaal (1733)
- Pfarrkirche Großkuchen, Deckengemälde (1736)
- Benediktinermissionskirche Schwarzach-St. Veit, Seitenaltarblatt „Tod des hl. Benedikt“ (1739; Verbleib unbekannt)
- Wallfahrtskirche Flochberg Mariä Heimsuchung („Unsere Liebe Frau vom Roggenacker“), Seitenaltarbild Tod des hl. Josef (1741/46)
- Pfarrkirche St. Sebastian Wolframs-Eschenbach, Innenraumgemälde zur Legende des Kirchenpatrons (1745, gehören laut Weissenberger, Malerfamilie, S. 65, „zu seinen bedeutendsten Schöpfungen“)
- Pfarrkirche Dorfmerkingen, Deckengemälde, Apostelkreuze und diverse Fassungen (1748/49; Seitenaltarbilder 1750/51)
- Pfarrkirche Hoppingen, Deckengemälde und Eckmedaillons (um 1750)
- Pfarrkirche Heuchlingen, Decken- und Wandfresken (wohl 1751/52, nur teilweise erhalten)
- Pfarrkirche Untermedlingen, diverse Malereien (zwei erhalten geblieben) (1753)
- Pfarrkirche Neuler bei Ellwangen, Deckenfresken (1756)
- Ehemalige Simultankirche (heutige Pfarrkirche) Deiningen, Hochaltarbild und wohl die beiden Deckenfresken sowie weitere Malereien (1756/58)
- Pfarrkirche Unterschneidheim, Deckenfresken